# Jules Ratankumar Ajodhia

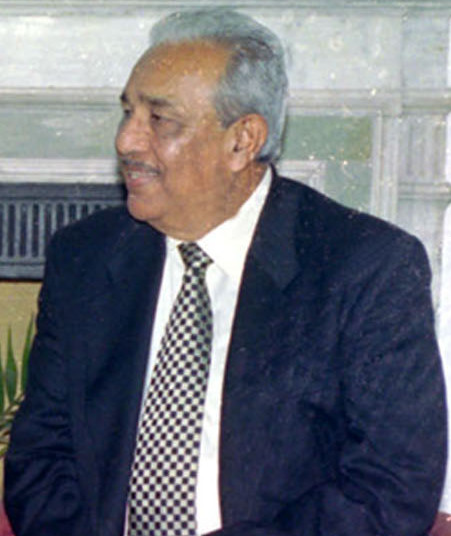
Jules Ratankumar Ajodha (2005)

Jules Ratankumar Ajodhia (* 27. Januar 1945 in Distrikt Suriname; † 29. März 2024 in Paramaribo) war ein Politiker. Er war zwischen 1991 und 1996 sowie von 2000 bis 2005 Vizepräsident von Suriname.

## Leben
Jules Ratankumar Ajodhia absolvierte ein Studium der Rechtswissenschaften an der 1968 eröffneten Anton de Kom Universiteit van Suriname (AdeKUS) und engagierte sich als Mitglied der Hindustanen, der aus Indien stammenden Bevölkerungsgruppe, in der Arya Dewaker Vereniging und war mehrere Jahre deren Vorsitzender. Er fungierte zwischen 1978 und 1988 als Distriktkommissar und damit als Leiter der Verwaltung eines Bezirks. 1988 wurde er als Minister für Justiz und Polizei (Minister van Justitie en Politie) in die Regierung von Henck A. E. Arron berufen, der als Vizepräsident auch Regierungschef war. Er gehörte dessen Kabinett bis 1990 an.
Nach dem „Telefon-Staatsstreich“ (‚Telefooncoup‘) oder auch „Weihnachtsstaatsstreich“ (‚kerstcoup‘), bei dem Staatspräsident Ramsewak Shankar am 24. Dezember 1990 abgesetzt worden war, wurde er bei den Wahlen 1991 für die Fortschrittliche Reformpartei VHP (Vooruitstrevende Hervormings Partij) erstmals zum Vizepräsidenten von Suriname (Vicepresident van Suriname) gewählt und damit zum Stellvertreter von Staatspräsident Ronald Venetiaan. Er war als solcher vom 16. September 1991 bis zum 15. September 1996 ex officio auch Regierungschef. In seiner Amtszeit bemühte er sich um die Beendigung des Krieges in Suriname sowie ein Militärreform, die eine Verkleinerung der Streitkräfte von 4000 auf 2000 Soldaten sowie die Absetzung des Befehlshabers der Streitkräfte Desi Bouterse vorsah. Seinem Kabinett gehörten unter anderem Subhas Mungra als Außenminister an. Nach dem Ende seiner Amtszeit war er zwischen 1996 und 2000 Professor für Verfassungs- und Verwaltungsrecht an der Anton de Kom Universiteit.
Am 4. August 2000 wurde Ronald Venetiaan von 37 der 51 Mitglieder der Nationalversammlung (De Nationale Assemblée) erneut zum Staatspräsidenten gewählt. Jules Ratankumar Ajodhia wurde von der Nationalversammlung abermals zum Vizepräsidenten gewählt und zusammen mit Venetiaan am 12. August 2000 vereidigt. Als Vizepräsident war er wiederum kraft Amtes auch Vorsitzender des Ministerrates. Seinem Kabinett gehörten Marie Levens als Außenministerin, Ronald Assen als Verteidigungsminister, Humphrey Hildenberg als Finanzminister sowie Urmila Joella-Sewnundun als Innenministerin an. Das Amt des Vizepräsidenten bekleidete er fünf Jahre lang bis zum 12. August 2005. Er war von 2005 bis 2010 selbst Mitglied der Nationalversammlung.